# Mollisfossen
Mollisfossen (Samisch: Mollešgorzi, Fins: Mollisjoki) is een waterval in de Reisadalen, onderdeel van de gemeente Nordreisa in de Noorse provincie Troms.
De Mollisfossen is een van de hoogste watervallen in noord Noorwegen, met een valhoogte van 140 meter. De totale hoogte van de Mollisfossen is 269 meter.
Mollisfossen is vernoemd naar de rivier waar de waterval in ligt, Molliselva. Deze mondt uit in de rivier Reisaelva waarnaar het dal vernoemd is.